# Tuyên Quang (provincie)
Tuyên Quang is een provincie van Vietnam.
Tuyên Quang telt 675.110 inwoners op een oppervlakte van 5801 km².

## Districten
Tuyên Quang is onderverdeeld in een stad (Tuyên Quang) en vijf districten:
- Chiêm Hoá
- Hàm Yên
- Nà Hang
- Sơn Dương
- Yên Sơn